# Asedio de Metz (1552)

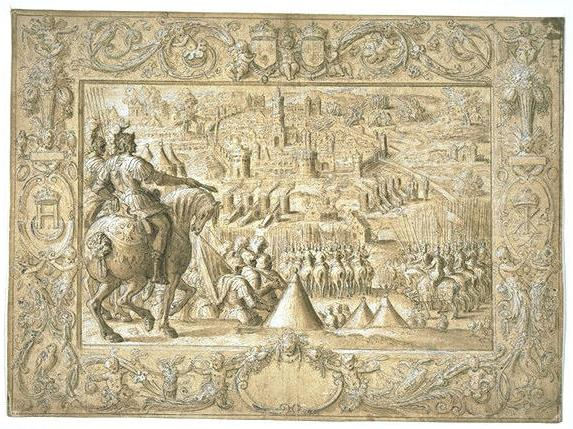
Dibujo de la derrota del Asedio de Metz por Carlos V,.

El asedio de Metz fue un fallido cerco de esta ciudad que duró del 19 de octubre de 1552 al 2 de enero de 1553. Aconteció en el marco de la guerra italiana de 1551-59.
El Interim de Augsburgo concluyó cuando los príncipes protestantes de la Liga de Esmalcalda se coligaron con Enrique II de Francia mediante el Tratado de Chambord, que cedió en abril de 1552 las ciudades libres de Toul, Verdún y Metz (los Tres Obispados) al Reino de Francia. El sacro emperador romano, Carlos V sitió a la guarnición francesa que mandaba Francisco, duque de Guisa. El ejército imperial fue incapaz de tomar la ciudad aunque los bombardeos destruyeron gran parte de las fortificaciones de Metz. Los seis mil defensores resistieron las seis semanas de bombardeo. Los imperiales hubieron de abandonar la operación aquejados por el tifus, la disentería y el escorbuto, dejando a los enfermos y heridos a merced del enemigo, que se encargó de cuidarlos, gesto poco habitual en la época. Metz se mantuvo como protectorado francés hasta su anexión formal al reino en 1648 en virtud del Tratado de Westfalia.